# Торе де' Негри
То̀ре де' Нѐгри (на италиански: Torre de' Negri; на ломбардски: Tur di Negar, Тур ди Негар) е село и община в Северна Италия, провинция Павия, регион Ломбардия. Разположено е на 73 m надморска височина. Населението на общината е 317 души (към 2017 г.).